# Jean d'Outremeuse
Jean d'Outremeuse, belgijski zgodovinar, * 1338, † 1399.
1. ↑  Dictionnaire des Wallons — Fédération Wallonie-Bruxelles, Institut Jules Destrée.